# Tamaki Matsumoto
Tamaki Matsumoto (松元 環季?, Matsumoto Tamaki; Prefettura di Kanagawa, 7 febbraio 1999) è una doppiatrice e attrice giapponese.

## Doppiaggio

### Anime
- Code Geass: Lelouch of the Rebellion (Tianzi)
- Les Misérables: shōjo Cosette (Cosette a 3 anni)

### Live action
- Kamen Rider Den-O (Kohana (32-49))
- Kamen Rider Decade (Kohana (14-15))
- Ultraman Mebius (Eiko)
- 20th Century Boys 1: Beginning of the End - Yukiji da bambina
- 20th Century Boys 2: The Last Hope
- 20th Century Boys 3: Redemption

### Film d'animazione
- Doraemon: Nobita no Shin Makai Daibōken - Shichinin no Mahōtsukai (Miwako Mangetsu da giovane)
- Kamen Rider Den-O Serie (Kohana)
  - Kamen Rider Den-O & Kiva: Climax Deka
  - Farewell, Kamen Rider Den-O: Final Countdown
  - Cho Kamen Rider Den-O & Decade NEO Generations: The Onigashima Battleship